# Districtul Djamaa
Djamaa este un district din provincia El Oued, Algeria.